# Ordine di San Carlo (Messico)

L'Ordine Imperiale di San Carlo (in spagnolo: Imperial Orden de San Carlos) fu un ordine cavalleresco imperiale messicano.

## Storia dell'Ordine

Carlotta del Belgio, imperatrice del Messico ritratta da Franz Xaver Winterhalter nel 1864 con le insegne dell'Ordine di San Carlo

L'Ordine Imperiale di San Carlo venne fondato dall'imperatore Massimiliano I del Messico il 10 aprile 1866 e fu un ordine esclusivamente femminile, creato per premiare le dame che eccellessero nel servizio a favore della loro comunità nel territorio dell'Impero messicano.
L'Ordine era dedicato a San Carlo Borromeo, santo patrono dell'imperatrice Carlotta, la quale era stata nominata Sovrana dell'Ordine.

## Organizzazione
L'Ordine Imperiale di San Carlo si componeva delle seguenti classi di benemerenza:
- Gran Croce (limitato a 24 membri)
- Croce (illimitato)

## Insegne

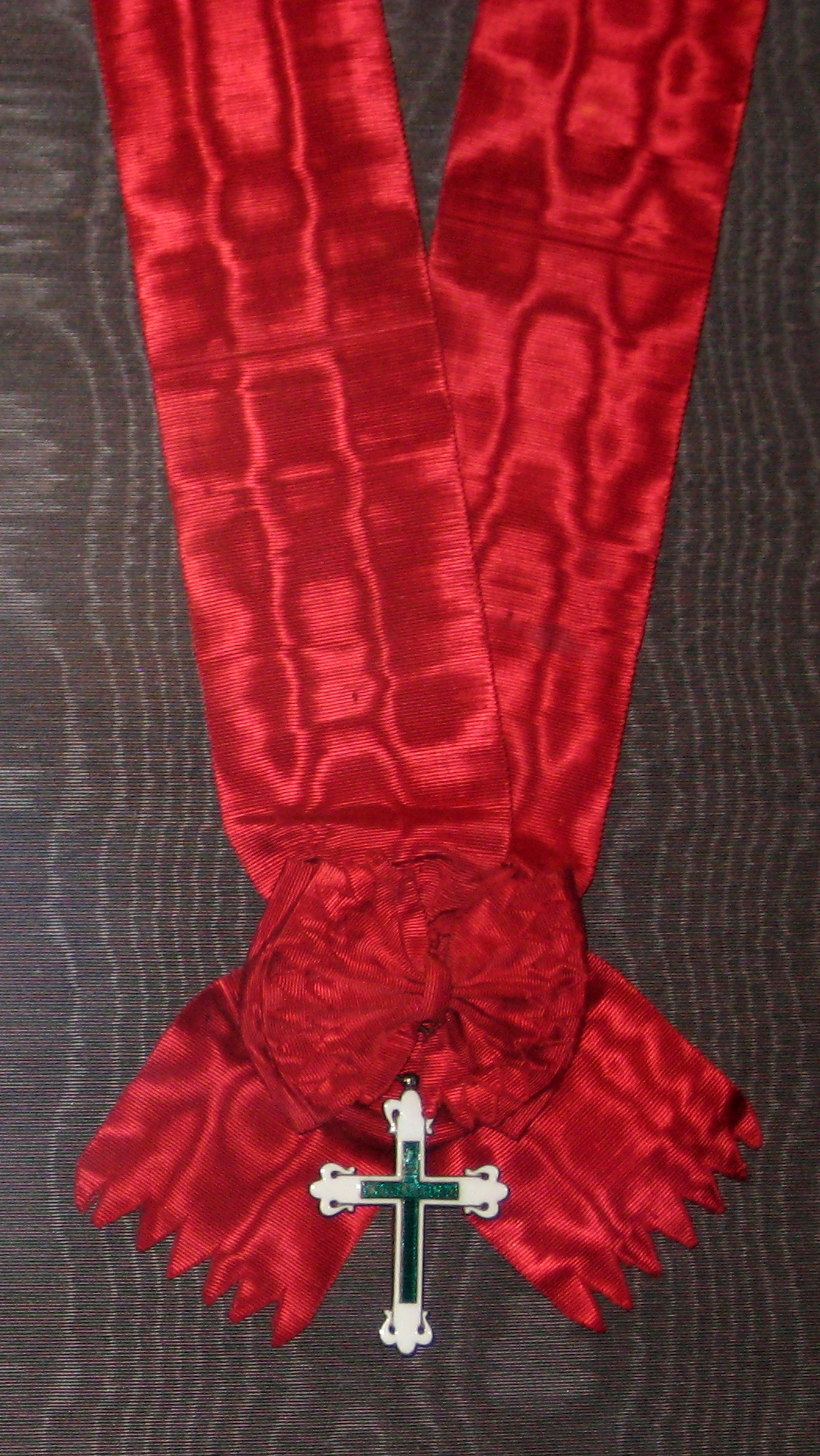
Il nastro dell'Ordine appartenuto a Maria Aleksandrovna di Russia

La medaglia era composta da una croce d'Alcantara in argento avente al proprio interno una croce latina più piccola con la scritta "SAN CARLOS" (San Carlo).
Il nastro era completamente rosso.